# Ігнасіо Сулоага
Ігна́сіо Сулоа́га-і-Сабалета (ісп. Ignasio Zuloaga y Zabaleta; 26 червня 1870, Ейбар, Країна Басків, Іспанія — 31 жовтня 1945, Мадрид, Іспанія) — іспанський художник кінця XIX — першої половини XX ст. Робив пейзажі, портрети, жанрові композиції.

## Життєпис

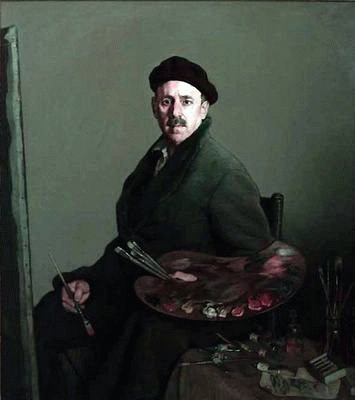
«Автопортрет», 1931

Ігнасіо Сулоага походить з Країни Басків. Був сином відомого чеканщика та ювеліра на ім'я Пласідо Сулоага. Навчався в Парижі в академії Ежена Кар'єра і в Римській академії.
Вивчав твори іспанських майстрів Ель Греко , Веласкеса, Гойї. З 1891 року виставляв свої картини в Паризькому Салоні. Знайомий Дега, Тулуз-Лотрека, Гогена, Моріса Утрілло. Серед друзів митця-відомий скульптор Огюст Роден, з яким Сулоага листувався.
Подорожував по Італії, Австро-Угорщині, Бельгії, Німеччині. У 1909—1910 рр. працював в Сполучених Штатах Америки.
Перебування в Парижі, знайомство з творами багатьох художників-модерністів ніяк не позначилося на творчості Сулоаги. Він не запозичував знахідок французького імпресіонізму, декоративного стилю модерн (Ар нуво) чи кубізму. Сулоага був талановитим продовжувачем художніх традицій Іспанії.

### Початок творчого шляху
Як художник Іспанії, присвятив частину творів життю і подіям країни. З'явились картини на межі жанру і портрету(Дядько художника і 2 племінниці,1898)
Особливе місце зайняли твори на тему кориди. Він пише їх часто і малює різні моменти — «Приготування до бою биків»,1903, «Три торрерос у дворику», «Іспанки в ложі на Пласа де Торос». Писав він і портрети відомих торрерос. Цікавим зразком подібної тематики стала картина «Ідоли майбутніх торрерос», де він зобразив героїв тогочасних коррид в груповому портреті.

### Пейзажі художника
Їх небагато. Сулоага старанно виписував краєвиди на портретах карлика Грегоріо, Мауріціо Барреса, Розіти Гутьєррес. Там вони слугують для характеристики моделей, хоча мають і свою вартість.
Саме пейзажі він писав теж, коли в краєвиді його щось сильно зачіпало (два краєвиди с кафедралом Сеговії). Особливо вдалим був пейзаж 1940 року з панорамою до обрію (музей в Більбао).

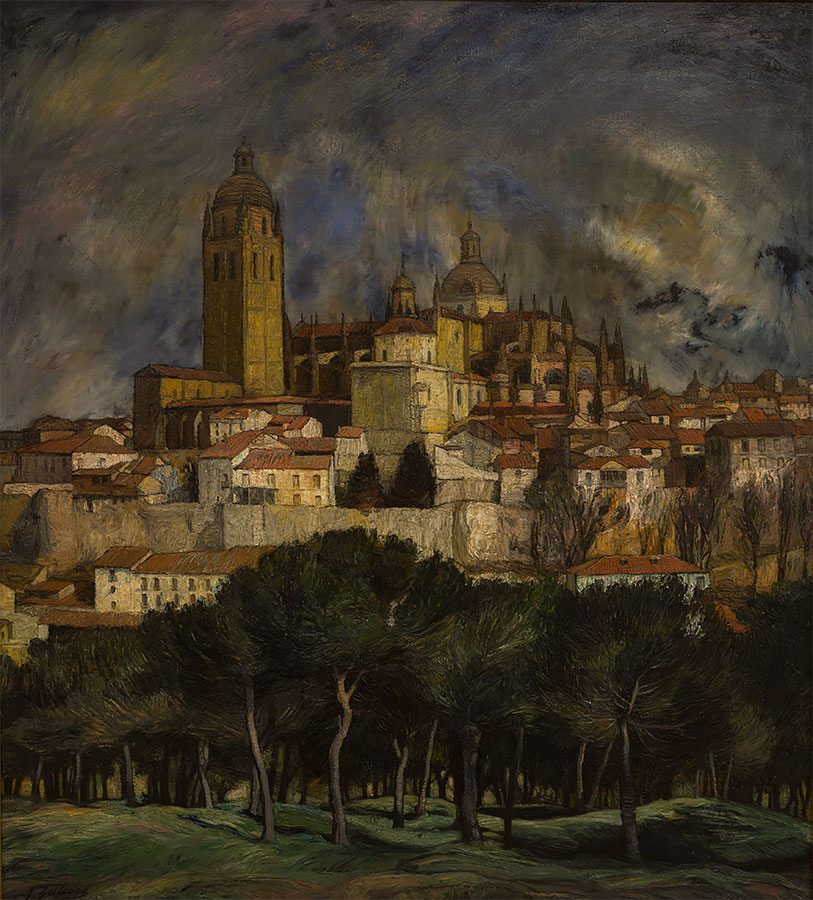
«Місто Сеговія», кінець XIX ст.
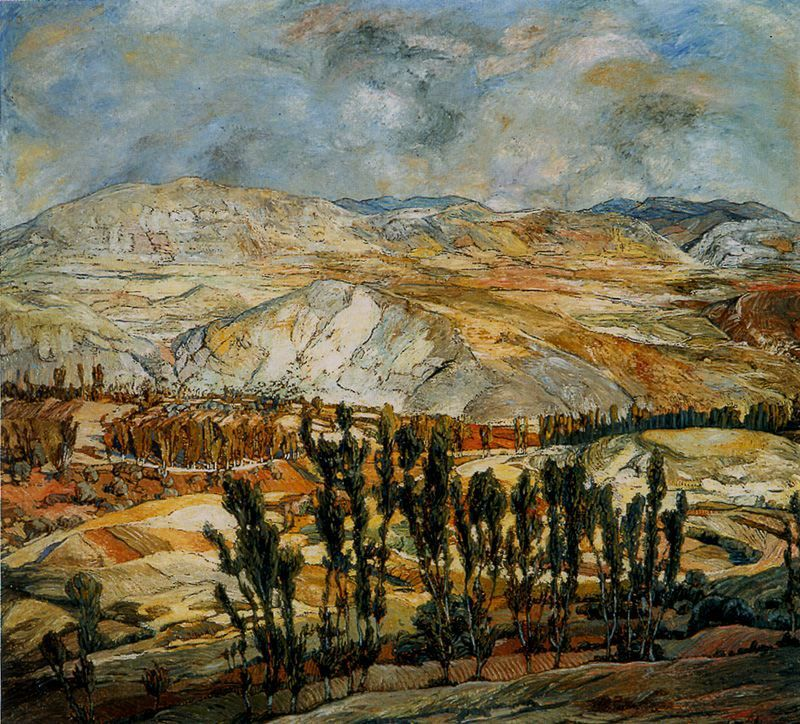
«Гори Калатаюд»
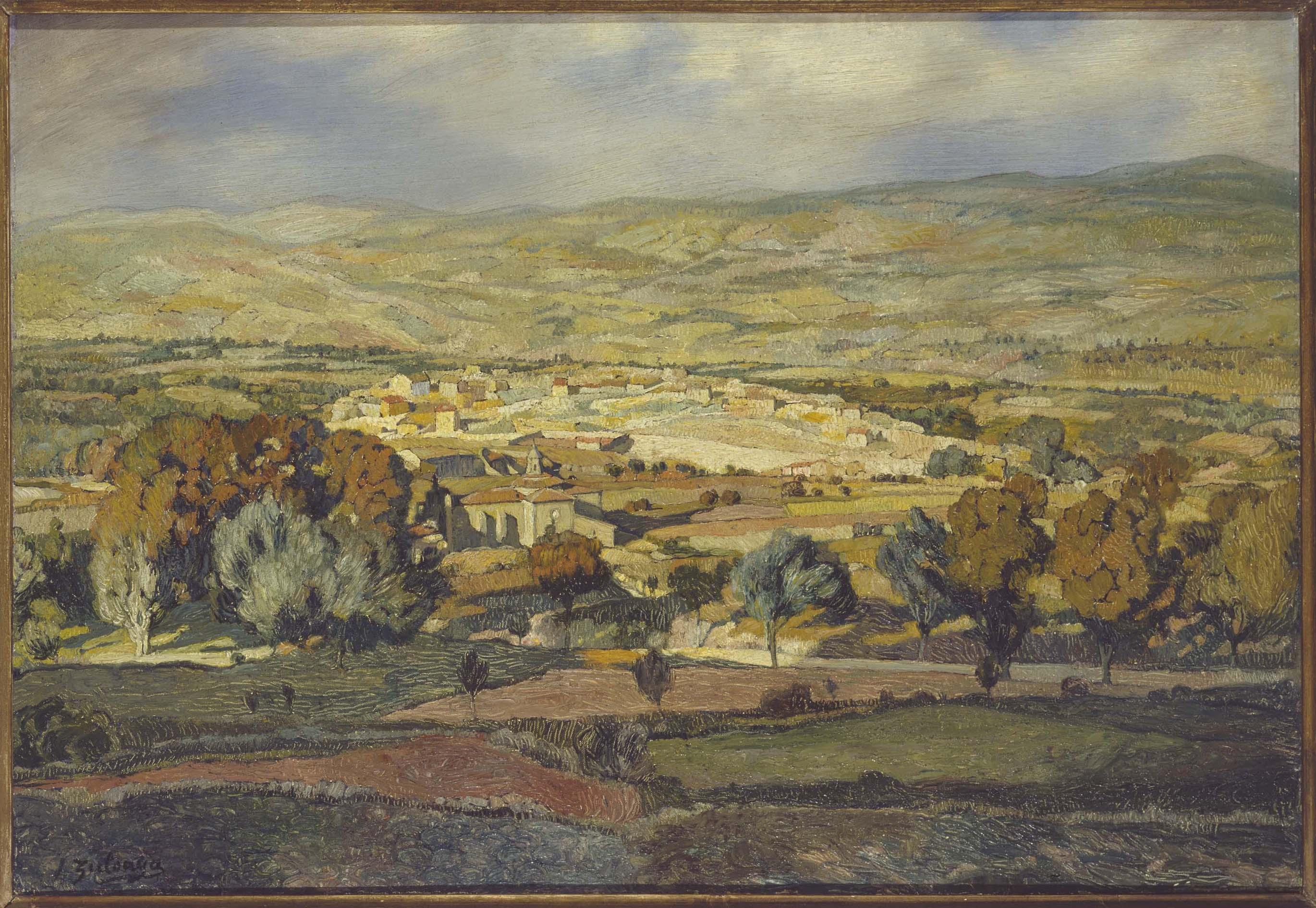
«Алхама», 1923
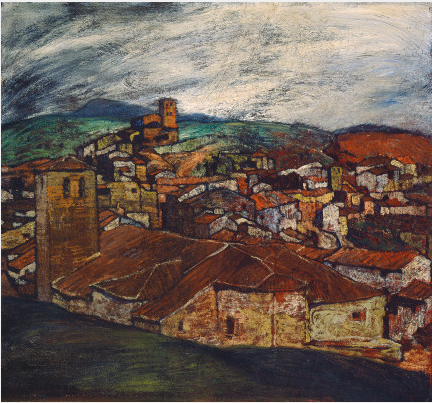
«Супульведа», 1909

### Портрети початкового періоду

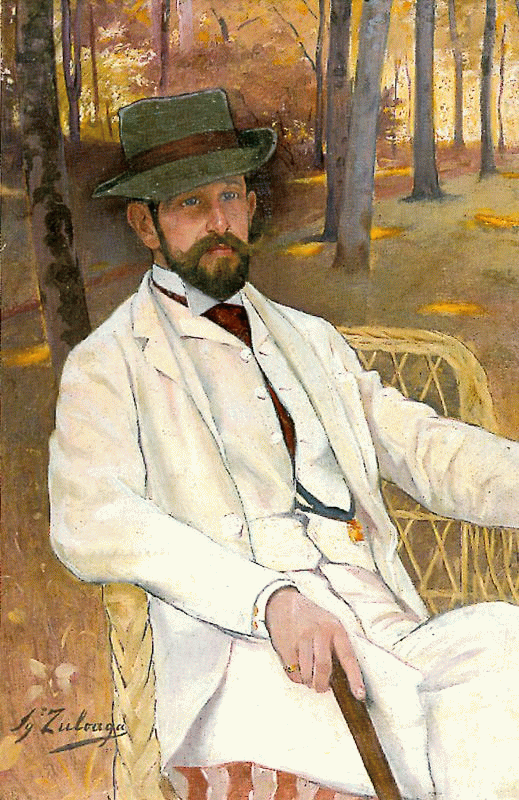
«Маркіз Вільямарчел», 1893

Виставки в Салоні привернули до нього увагу різних верств населення. З'явились і багаті замовники. Сулоага пише декілька портретів заможних людей.
Маркіз Вільямарчел (1893 р.) в білому одязі на тлі парку. Золоті дрібнички його одягу перегукуються з плямами сонячного світла на галявинах. Маркіз нудьгував під час позування, і майстер таким його і намалював. Це більше модна картинка для часопису, ніж портрет. Нема й ідеалізації у реалістичному портреті. Трохи деалізації художник допускав лише у портретах жінок, котрим так хотілося бути кращими на портреті, ніж у дійсності.
Пошуки своєї художньої манери відбилися при створенні портрета Моріса Барреса, котрий поданий на тлі міста Толедо. Але немає невимушеності, побудова композиції дещо штучна.
Жіночі портрети різноманітні, але неглибокі психологічно. Урочисті сукні, золоті прикраси, мантільї і віяла … Всі привітні, молоді, усміхнені, готові для свята. Цікавим був лише місцевий, іспанський (майже фольклорний) колорит та майстерність виконання.

### Стара донна Розіта Гутьєррес

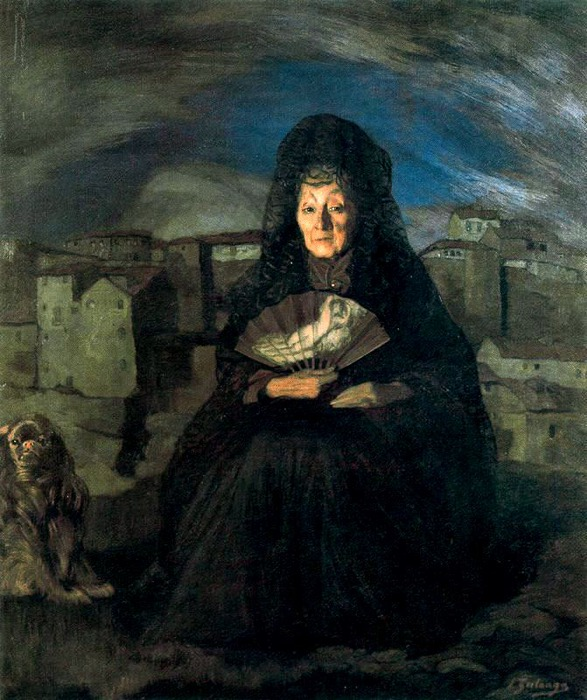
«Розіта Гутьєррес»

Пройде багато часу, поки з'явиться дивний портрет дони Розіти Гутьєррес в мантільї. Стара дона Розіта сидить на камінні поряд з улюбленим песиком. Покручені хворобою руки ще тримають віяло з картинкою оголеної махи Гойї. Але все в минулому. На тлі — винятково некрасиві іспанські будівлі, як і старе обличчя Розіти. Сонце висвітило лише зморшкувате обличчя і руки. Колорит темний, як і одяг старої. Але образ суперничає з портретами старих голландця Рембрандта, ні в чому їх не повторюючи.

### Колеги художники
Особливу сторінку серед портретів Сулоаги посіли портрети колег (портрет художника Баленциаги, два портрети художника Пабло Уранга). Пабло Уранга чимось дуже приваблював майстра, який(як художник) захоплювався всім виразним і нетривіальним. Особливо вдалим був ранішній портрет. Уранга(у повний зріст)пише картину. У нього все велике — палітра, капелюх, довгий одяг. Нога на стільці, сам дивиться бадьоро і запально. Ще мить, він кине палітру і почне танцювати пристрасно й швидко. Портрет був надзвичайно вдалим.

### Карлик Грегоріо з бурдюками вина

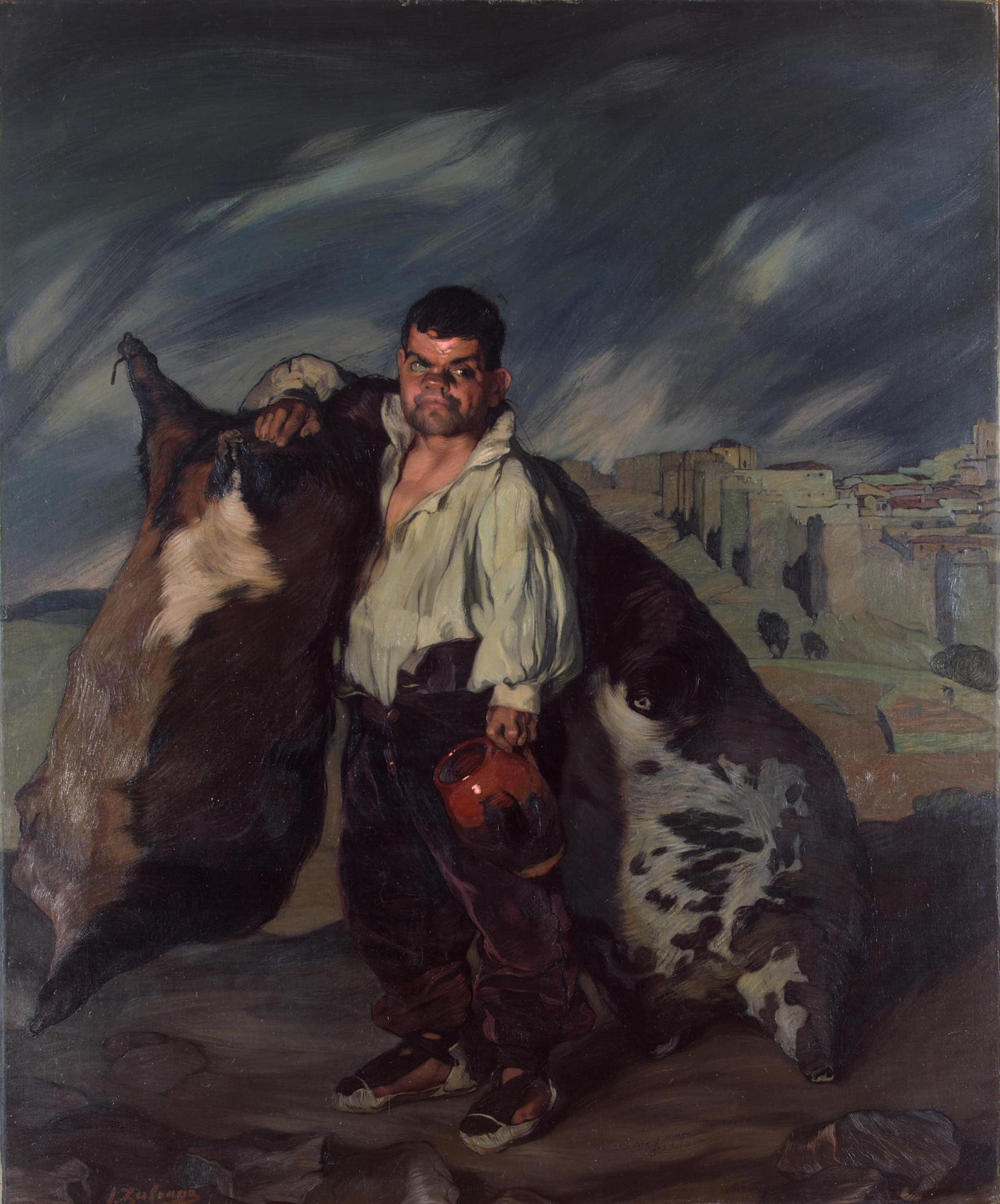
«Карлик Грегоріо», 1908

Спадкоємцем національних традицій Веласкеса постав Сулоага в портреті карлика Грегоріо (Ермітаж, Петербург). Аби позбавити нищівного жалю фігурку каліки, він подає його в стилі парадного портрету — у повний зріст, на тлі іспанського міста Авіла. Але репрезентативний портрет ламає жартівлива деталь: Грегоріо тримає два бурдюки з вином, що дорівнюють зросту Грегоріо. В полон до твору Сулоага потрапив багатій Рябушинський, що придбав твір та вивіз його в Росію.

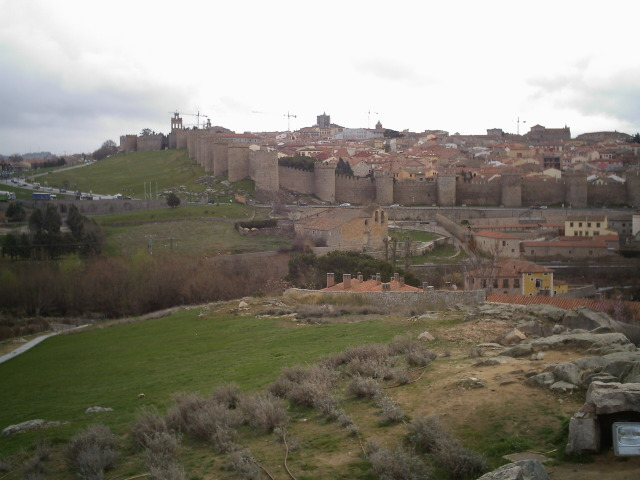
Авіла з пагорба, з якого її малював Сулоага
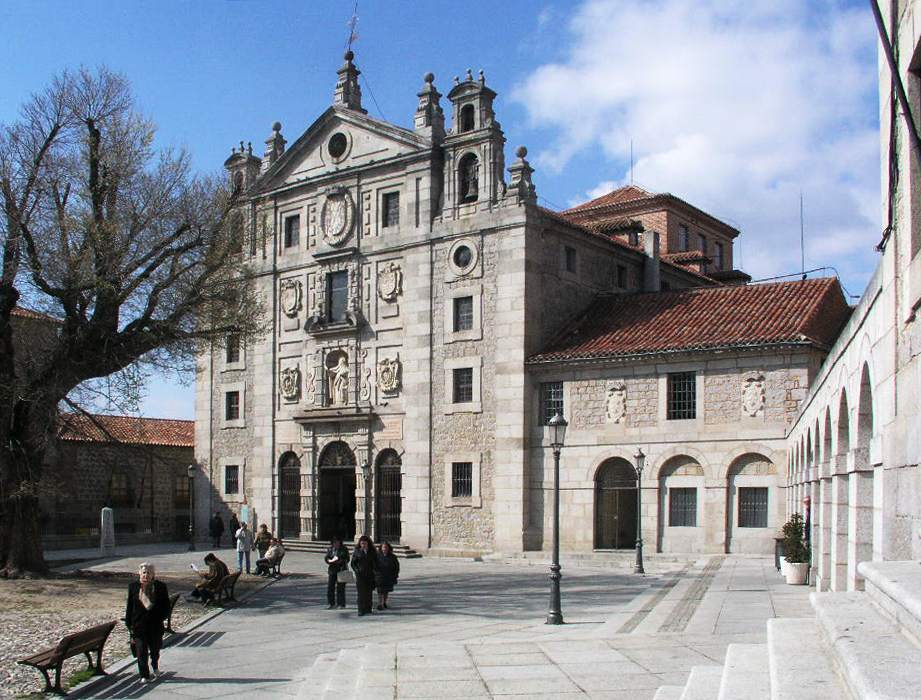
Монастир Святої Терези Авільської
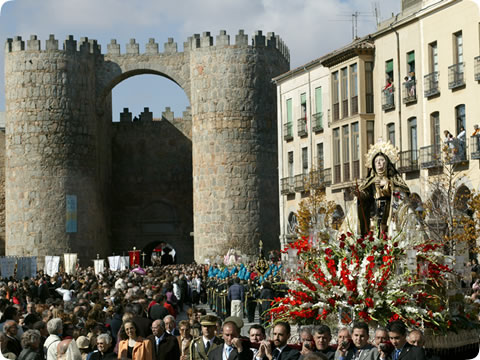
Авіла під час релігійного свята на честь Терези Авільської
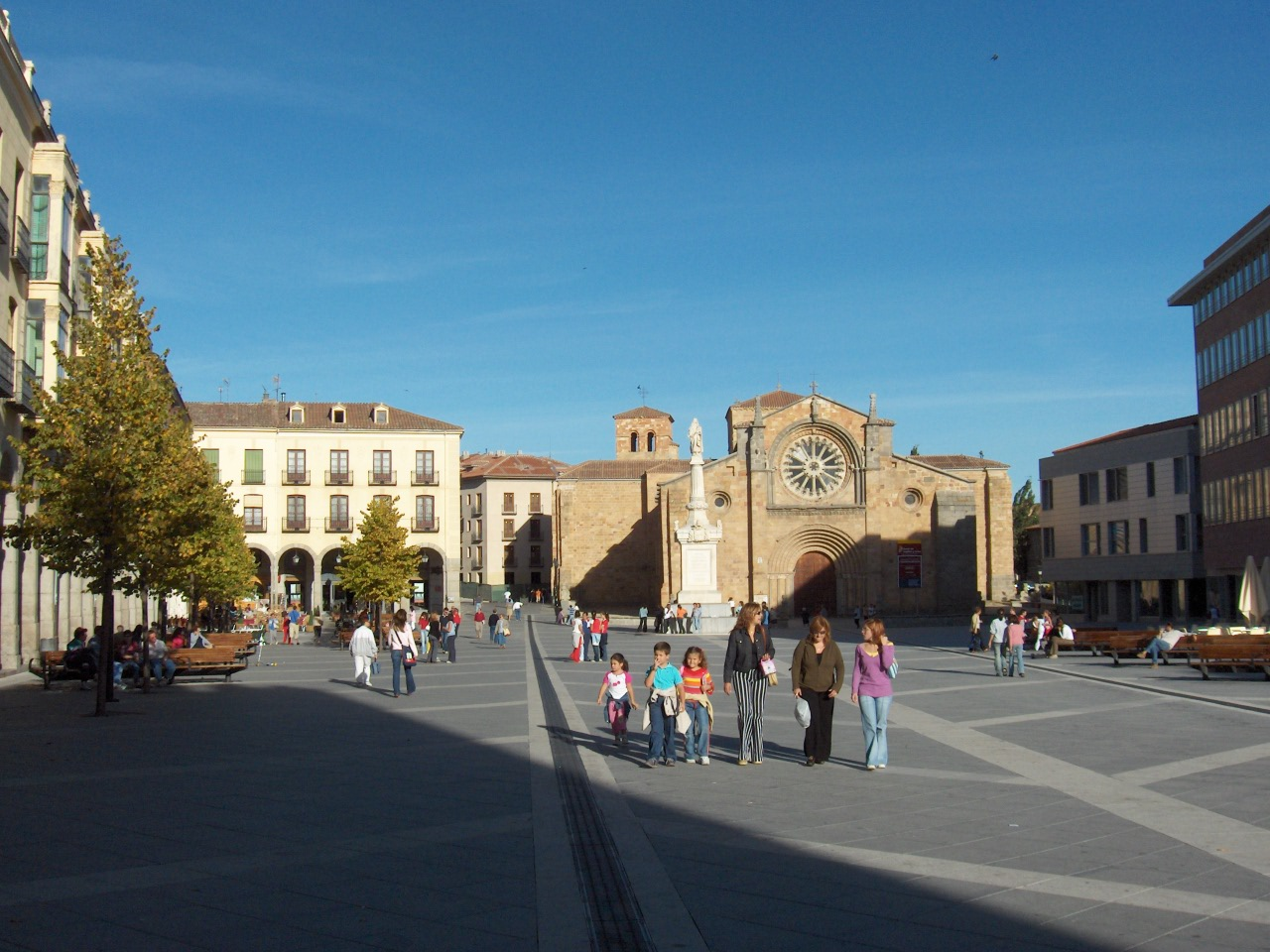
Центральна площа Авіли

### Пізні портрети-типи

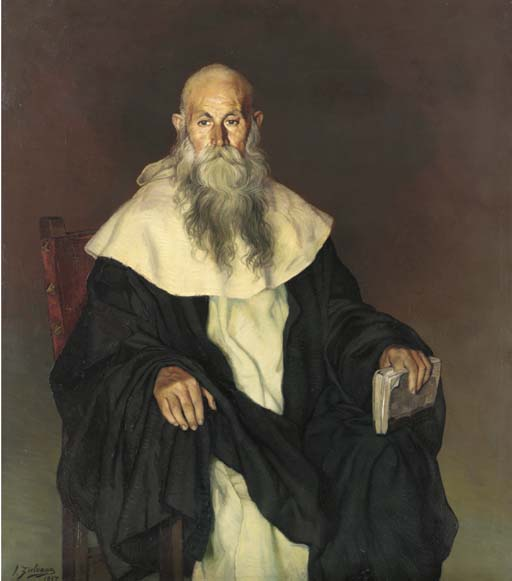
«Портрет чернця домініканця», 1917

З роками Сулоага спохмурнів, бо життя не давало задоволень ні йому, ні його персонажам. Портрети набувають глибини і психологічної напруги. З'явилися портрети-типи без вказівки імені(«Філософ», «Сеговіанець», «Кардинал»).
«Сеговіанець» — це старий в недбалих шатах. Зморшки на обличчі, неголена борода, тонка стареча шия, несвіжа білизна — ніщо не взірець смаку. Для модного часопису він не згодиться. Але стійкість в перешкодах і розум в очах привабили майстра і він згодився для видатного твору Сулоага в живопису. Сеговіанець того типу, з якого колись малювали своїх давньогрецьких філософів Хосе де Рібера, Лука Джордано, Веласкес.

## Творчість

### Країни, де зберігають твори Сулоага
Картини Ігнасіо Сулоага зберігаються у багатьох країнах світу, зокрема:
- Бельгія;
- Велика Британія;
- Іспанія;
- Італія;
- США;
- Росія;
- Польща;
- Угорщина;
- Україна[5];
- Франція.

### Вибрані твори
- «Маркіз Вілламарчел», 1893;
- «Портрет художника Баленциаги»;
- «Три торрерос у дворику»;
- «Гітанілла», Буенос Айрес, Аргентина;
- «Перед коридою», 1898, Брюссель, Бельгія;
- «Портрет колекціонера І. І. Щукіна», Ермітаж, Санкт-Петербург;
- «Карлик Грегоріо», Ермітаж, Санкт-Петербург;
- «Приготування до бою биків», 1903, Ермітаж, Санкт-Петербург;
- «Торреро в провінції», 1906 («Сільські торреро»);
- «Краєвид Толедо», Академія Сан Фернандо, Мадрид, Іспанія;
- «Портрет Мауріцио Баррес» (на тлі з краєвидом Толедо);
- «Іспанки в ложі на Пласа де Торос»;
- «Художник Пабло Уранга» (біля мольберта);
- «Мореніта в білій мантільї», 1913;
- «Аніта Рамірес у чорному», 1916;
- «Портрет ченця домініканця», 1917;
- «Ідоли майбутніх торрерос»
- «Стара донна Розіта Гутьєррес»
- «Художник Пабло Уранга» (погруддя);
- «Філософ»;
- «Сеговіанець»;
- «Кардинал»;
- «Кафедральний собор у Сеговії»;
- «Пейзаж», 1940, Музей у Більбао.

### Галерея обраних творів

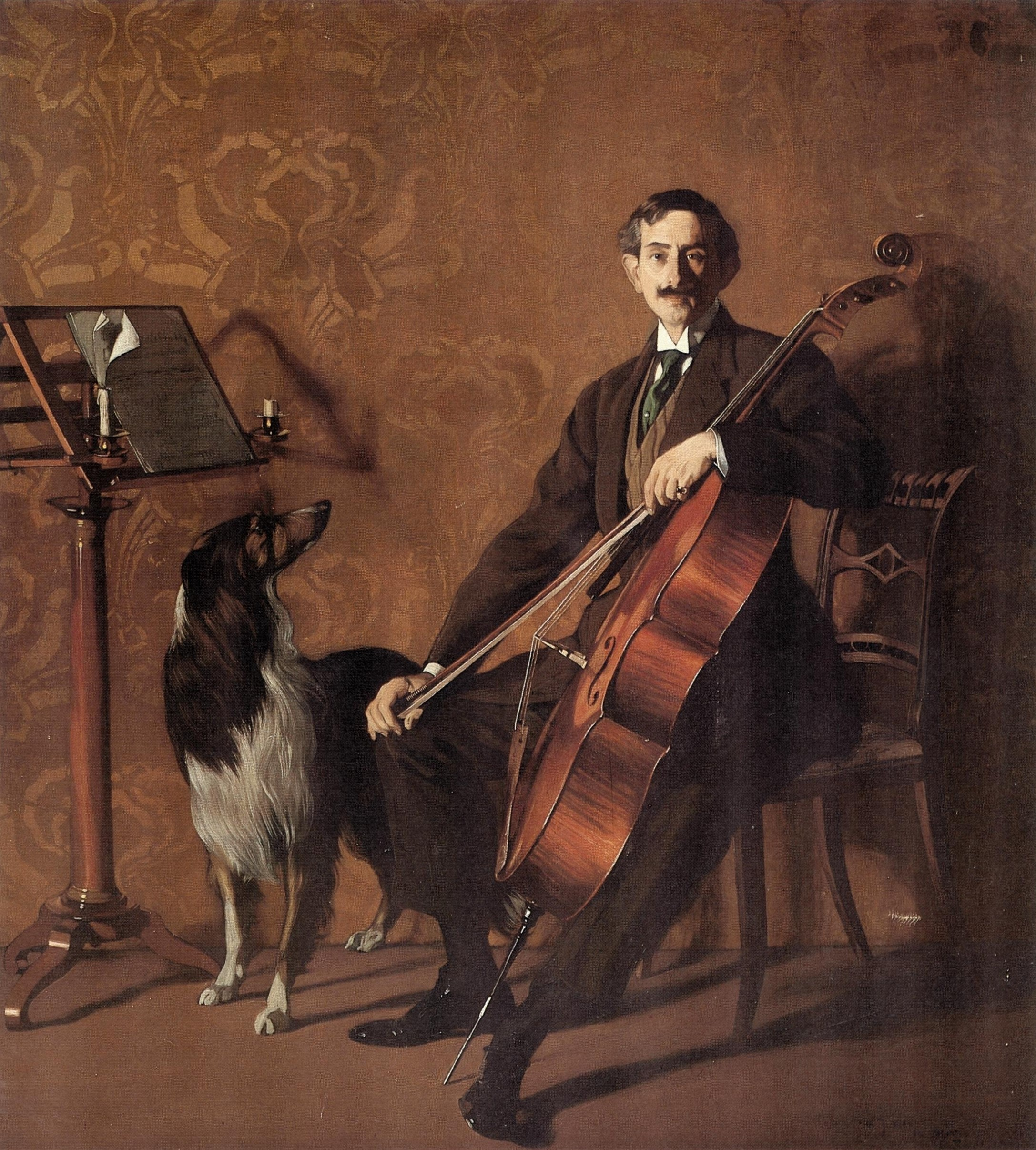
«Портрет віолочеліста Хуана де Асурменді», 1909. Збірка банку Іспанії
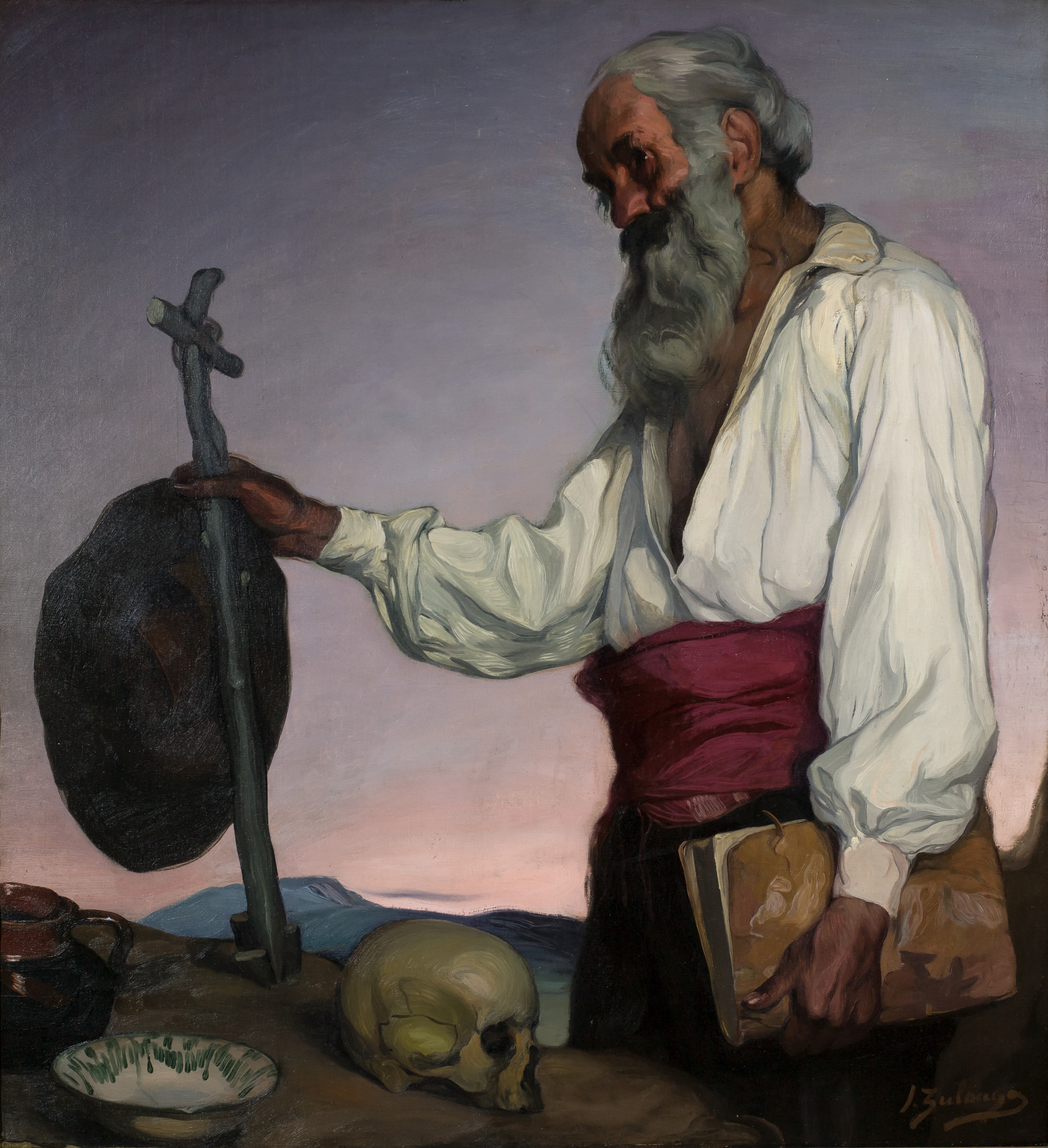
«Відлюдник», 1916. Художній музей, Сент Луїс, США
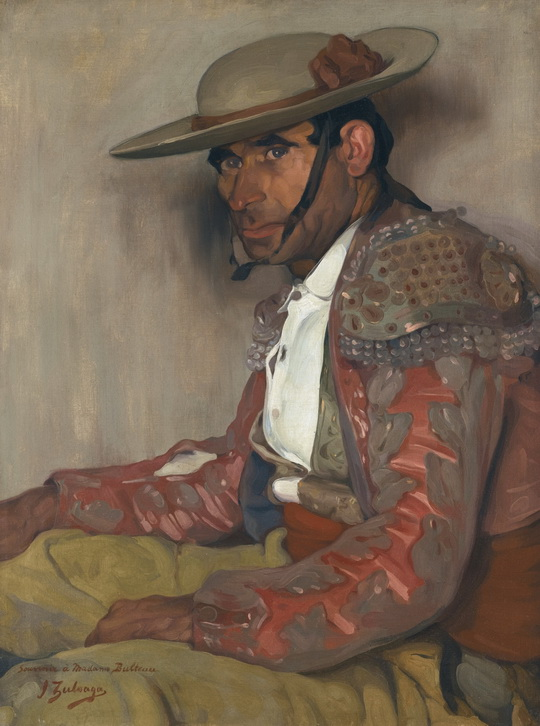
«Пікадор Ель Коріано», 1896
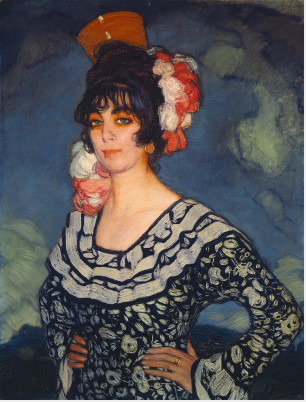
«Іспанка в андалузькій сукні», до 1913 року. Національна галерея мистецтва, Вашингтон, США
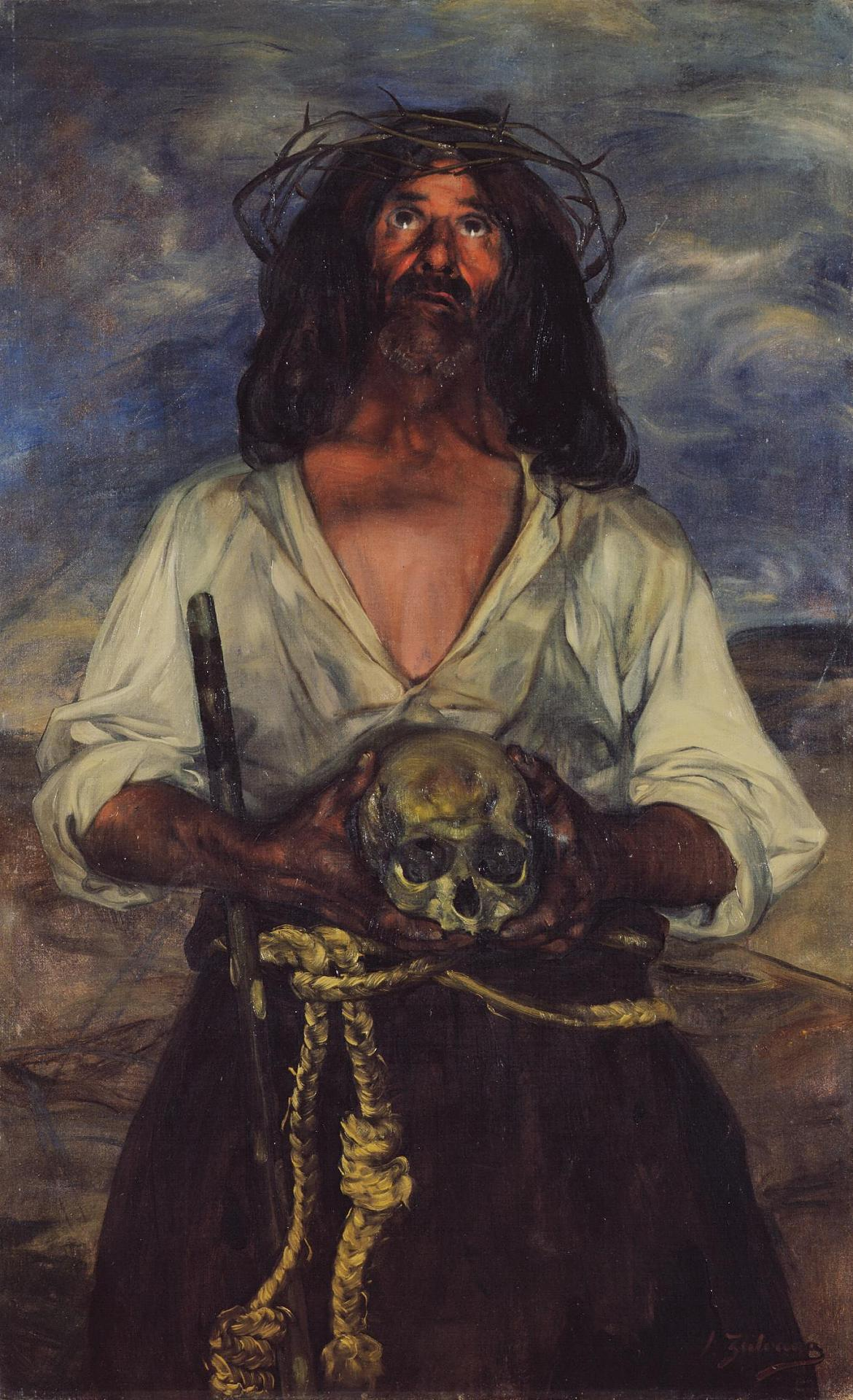
«Анахорет». 1904.
Ермітаж, Росія